# Country-Musik 2011
Die Liste bietet eine Übersicht über das Jahr 2011 im Genre Country-Musik.

## Ereignisse
- Shania Twain heiratet den Schweizer Geschäftsmann Frédéric Thiébaud.[1]
- Blake Shelton und Miranda Lambert heiraten im Mai.[2]

- Glen Campbell gibt die Erkrankung an Alzheimer-Krankheit öffentlich bekannt.[3]

## Top Hits des Jahres

### Year-End-Charts
Dies ist die Top 10 der Year-End-Charts, die vom Billboard-Magazin erhoben wurde.
- Crazy Girl – Eli Young Band
- Barefoot Blue Jean Night – Jake Owen
- Take a Back Road – Rodney Atkins
- Tomorrow – Chris Young
- You Lie – The Band Perry
- Am I the Only One – Dierks Bentley
- You and Tequila – Kenny Chesney feat. Grace Potter
- Honey Bee – Blake Shelton
- Just Fishin’ – Trace Adkins
- Let me down Easy – Billy Currington

### Nummer-1-Hits
Die folgende Liste umfasst die Nummer-eins-Hits der Billboard Hot Country Songs des US-amerikanischen Musikmagazines Billboard chronologisch nach Wochenplatzierung.
- 01. Januar – Turn On the Radio – Reba
- 08. Januar –  Felt Good on My Lips – Tim McGraw
- 29. Februar – Somewhere with You – Kenny Chesney
- 19. Februar – Voices – Chris Young
- 26. Februar – Someone Else Calling You Baby – Luke Bryan
- 05. März – Who Are You When I’m Not Looking – Blake Shelton
- 12. März – Don’t You Wanna Stay – Jason Aldean & Kelly Clarkson
- 02. April – Let Me Down Easy – Billy Currington
- 09. April – Are You Gonna Kiss Me or Not – Thompson Square
- 16. April – Colder Weather – Zac Brown Band
- 30. April – This – Darius Rucker
- 07. Mai – Live a Little – Kenny Chesney
- 14. Mai – A Little Bit Stronger – Sara Evans
- 28. Mai – Heart Like Mine – Miranda Lambert
- 04. Juni – Old Alabama – Brad Paisley feat. Alabama
- 18. Juni – Without You – Keith Urban
- 25. Juni – Honey Bee – Blake Shelton
- 23. Juli – If Heaven Wasn’t So Far Away – Justin Moore
- 30. Juli – Dirt Road Anthem – Jason Aldean
- 06. August – Tomorrow – Chris Young
- 13. August – Knee Deep – Zac Brown Band feat. Jimmy Buffett
- 20. August – Just a Kiss – Lady Antebellum
- 03. September – Am I the Only One – Dierks Bentley
- 10. September – Remind Me – Brad Paisley mit Carrie Underwood
- 17. September – Barefoot Blue Jean Night – Jake Owen
- 01. Oktober – Take a Back Road – Rodney Atkins
- 15. Oktober – Made in America – Toby Keith
- 22. Oktober – Long Hot Summer – Keith Urban
- 29. Oktober – God Gave Me You – Blake Shelton
- 19. November – Crazy Girl – Eli Young Band
- 26. November – Sparks Fly – Taylor Swift
- 03. Dezember – Country Must Be Country Wide – Brantley Gilbert
- 10. Dezember – We Owned the Night – Lady Antebellum
- 31. Dezember – Keep Me in Mind – Zac Brown Band

## Alben

### Year-End-Charts
Dies ist die Top 10 der Year-End-Charts, die vom Billboard-Magazin erhoben wurde.
- Speak Now – Taylor Swift
- My Kinda Party – Jason Aldean
- Nothing Like This – Rascal Flatts
- Need You Now – Lady Antebellum
- You Get What You Give – Zac Brown Band
- Own The Night – Lady Antebellum
- The Band Perry – The Band Perry
- The Incredible Machine – Sugarland
- Get Closer – Keith Urban
- Hemingway’s Whiskey – Kenny Chesney

### Nummer-1-Alben
Die folgende Liste umfasst die Nummer-eins-Hits der Billboard Top Country Albums des US-amerikanischen Musikmagazines Billboard chronologisch nach Wochenplatzierung.
- 01. Januar – Speak Now – Taylor Swift
- 19. Februar – My Kinda Party – Jason Aldean
- 03. Mai – Need You Now – Lady Antebellum
- 19. März – Town Line – Aaron Lewis
- 26. März – Stronger – Sara Evans
- 30. April – Paper Airplane – Alison Krauss & Union Station
- 11. Juni – This Is Country Music – Brad Paisley
- 25. Juni – Ronnie Dunn – Ronnie Dunn
- 09. Juli – Outlaws Like Me – Justin Moore
- 30. Juli – Red River Blu – Blake Shelton
- 13. August – Chief – Eric Church
- 27. August – Tailgates & Tanlines – Luke Bryan
- 10. September – Hell on Heels – Pistol Annies
- 17. September – Barefoot Blue Jean Night – Jake Owen
- 24. September – Here for a Good Time – George Strait
- 01. Oktober – Own the Night – Lady Antebellum
- 22. Oktober – Clear as Day – Scotty McCreery
- 12. November – Clancy's Tavern – Toby Keith
- 19. November – Four the Record – Miranda Lambert
- 03. Dezember – Clear as Day – Scotty McCreery

## Gestorben
- 10. Januar – Margaret Whiting
- 26. Januar – Charlie Louvin
- 17. März – Ferlin Husky
- 31. März – Mel McDaniel
- 07. August – Marshall Grant
- 27. September – Johnnie Wright
- 27. September – Johnny Mathis
- 31. Oktober – Liz Anderson
- 14. Dezember – Billie Jo Spears

## Neue Mitglieder der Hall of Fames

### Country Music Hall of Fame
- Bobby Braddock
- Reba McEntire
- Jean Shepard[7]

### International Bluegrass Music Hall of Fame
- Del McCoury
- George Shuffler[8]

### Nashville Songwriters Hall of Fame
- Garth Brooks
- Alan Jackson
- John Bettis
- Thom Schulyer
- Allen Shamblin[9]

## Die wichtigsten Auszeichnungen

### Grammys
- Beste weibliche Country-Gesangsdarbietung (Best Female Country Vocal Performance) – The House That Built Me, Miranda Lambert
- Beste männliche Country-Gesangsdarbietung (Best Male Country Vocal Performance) – ’Til Summer Comes Around, Keith Urban
- Beste Country-Gesangsdarbietung eines Duos oder einer Gruppe (Best Country Performance by a Duo or Group with Vocal) – Now You Now, Lady Antebellum
- Beste Country Zusammenarbeit mit Gesang (Best Country Collaboration with Vocals) – As She's Walking Away , Zack Brown Band & Alan Jackson
- Beste Darbietung eines Countryinstrumentals (Best Country Instrumental Performance) – Hummingbyrd, Marty Stuart
- Bester Countrysong (Best Country Song) – Need You Now, Lady Antebellum (Autoren: Dave Haywood, Josh Kear, Charles Kelley, Hillary Scott)
- Bestes Countryalbum (Best Country Album) – Need You Now, Lady Antebellum
- Bestes Bluegrass Album (Best Bluegrass Album) – Mountain Soul II – Patty Loveless[10]

### ARIA Awards
- Best Country Album – Little Bird – Kasey Chambers[11]

### Billboard Music Awards
- Top Country Song – Need You Now – Lady Antebellum
- Top Country Artist – Taylor Swift
- Top Country Album – Speak Now – Taylor Swift[12]

### Country Music Association Awards
- Entertainer of the Year – Taylor Swift
- Song of the Year – If I Die Young, Kimberly Perry
- Single of the Year – If I Die Young – The Band Perry
- Album of the Year – My Kinda Party – Jason Aldean
- Male Vocalist of the Year – Blake Shelton
- Female Vocalist of the Year – Miranda Lambert
- Vocal Duo of the Year – Sugarland
- Vocal Group of the Year – Lady Antebellum
- Musician of the Year – Mac McAnally
- New Artist of the Year – The Band Perry
- Musical Event of the Year – "Don't You Wanna Stay – Jason Aldean (mit Kelly Clarkson)
- Music Video of the Year – You and Tequila – Kenny Chesney feat. Grace Potter[13]

### Academy of Country Music Awards
- Entertainer of the Year – Taylor Swift
- Top Female Vocalist of the Year – Miranda Lambert
- Top Male Vocalist of the Year – Brad Paisley
- Top Vocal Duo – Sugarland
- Top Vocal Group – Lady Antebellum
- New Top Artist – Eric Church
- New Top Duo or Group – The Band Perry
- Album of the Year – Need You Now von Lady Antebellum
- Single Record of the Year – The House That Built Me von Miranda Lambert
- Song of the Year – The House That Built Me von Miranda Lambert – Autoren: Tom Douglas, Allen Shamblin
- Video of the Year – The House That Built Me von Miranda Lambert
- Vocal Event of the Year – As She's Walking Away von Zac Brown Band feat. Alan Jackson[14]

### American Music Awards
- Favorite Country Male Artist – Blake Shelton
- Favorite Country Female Artist – Taylor Swift
- Favorite Country Band/Duo/Group – Lady Antebellum
- Favorite Country Album – Speak Now – Taylor Swift[15]